# Château de Marly
Château de Marly var et slot ved det som i dag hedder Marly-Le-Roi, et forstadsområde omtrent 18 km vest for Paris i Frankrig.
Opførelsen af slottet blev påbegyndt i 1679 under Louis XIV, og samtidig opførtes en stor hydraulisk "maskine" (la Machine de Marly) som sørgede for vandforsyningen til både Marly og Versailles.

## Slottet
Slottet var klar til beboelse i 1686 og var opført som en jagtslot netop stort nok til at huse kongen med jagtfølge. Kongen opholdt sig her i perioder og undslap på den måde de formelle pligter og omgangsformer på Versailles.
Efter Louis XVI's død svandt brugen af slottet, da ingen af arvingerne havde interesse for stedet. Efter den franske revolution blev de to marmor-hestestatuer (les Chevaux de Marly) flyttet til Place de la Concorde hvor de flankerer Champs-Élysées.
I 1799/1800 blev slottet solgt og husede en overgang et bomuldsspinderi, men da det ophørte blev alle bygningerne revet ned i 1806. Parkarealet blev tilbagekøbt af Napoleon og er stadig i statens eje.

## "Maskinen"
Til at forsyne de to slotte (Marly og Versailles) med vand blev der konstrueret en stor pumpemaskine som kunne pumpe vand fra Seinen op til et system af akvædukter og reservoirer. Maskinen lå få kilometer fra Marly ved Bougival og pumpede vand fra floden op på bakken ved Louveciennes, over 100 m.
Maskinen lå i floden og blev drevet af strømmen ved hjælp af fjorten skovlhjul på omkring 12 m i diameter. De drev over 200 pumper og et sindrigt system af rør, ventiler, tanke, m.v., og den kunne pumpe 5000 m³ i døgnet. Der var 60 mand til at drive og vedligeholde det.
Den blev indviet i 1684 og var på det tidspunkt antagelig det største og mest komplicerede enkeltstående mekaniske system i verden. Pumperne blev med tiden erstattet – først med dampdrift og siden elektrisk drift – og reservoirerne på bakken var i brug helt til 1968, hvor anlægget blev nedlagt og fjernet.
48°51′50″N 2°06′00″Ø / 48.863888888889°N 2.1°Ø